# Robert-Jean Longuet
Pour les articles homonymes, voir Longuet.
Robert-Jean Gustave Longuet, né le 9 décembre 1901 dans le 14e arrondissement de Paris, où il est mort le 19 mars 1987, est un avocat, journaliste et militant socialiste français. Il est le fils de Jean Longuet et l'arrière-petit-fils de Karl Marx.

## Biographie
Il est rédacteur au Quotidien de 1924 à 1926 avant d'être le secrétaire de rédaction de la Nouvelle revue socialiste en 1926.
Après un voyage au Maroc en 1926 et 1927, son activité d'avocat l'amène à défendre des militants anticolonialistes. En 1932, il fonde avec des intellectuels marocains, Mohamed Hassan Ouazzani,  Ahmed Balafrej et Omar Abdeljallil, la revue Maghreb qui paraît jusqu'en 1935. il se rend de nombreuses fois en Afrique du Nord avec Léo Wanner. 
Il collabore également avec Clarté, une revue pacifiste et antiraciste, et Le Populaire, lié à la SFIO. Engagé à l'aile gauche de la SFIO, il critique la politique coloniale du gouvernement du Front populaire alors que sévit la famine en Afrique du Nord.
À la veille de la Seconde Guerre mondiale, il part aux États-Unis où il reste pendant cinq ans.
Après la guerre, il est essentiellement journaliste, correspondant à Washington du quotidien communiste Ce soir, puis rédacteur au journal Libération d'Emmanuel d'Astier de La Vigerie.
Il part ensuite en Afrique, au Maroc notamment, et en Europe de l’Est. Pendant la guerre d’Algérie il défend des militants du FLN et la grande mosquée de Paris.